# Lussault-sur-Loire
Lussault-sur-Loire és un municipi francès, situat al departament de l'Indre i Loira i a la regió de Centre – Vall del Loira. L'any 2007 tenia 708 habitants.

## Demografia

### Població
El 2007 la població de fet de Lussault-sur-Loire era de 708 persones. Hi havia 295 famílies, de les quals 71 eren unipersonals (47 homes vivint sols i 24 dones vivint soles), 106 parelles sense fills, 98 parelles amb fills i 20 famílies monoparentals amb fills.
La població ha evolucionat segons el següent gràfic:
Habitants censats

### Habitatges
El 2007 hi havia 371 habitatges, 294 eren l'habitatge principal de la família, 43 eren segones residències i 34 estaven desocupats. 355 eren cases i 10 eren apartaments. Dels 294 habitatges principals, 257 estaven ocupats pels seus propietaris, 33 estaven llogats i ocupats pels llogaters i 4 estaven cedits a títol gratuït; 5 tenien una cambra, 13 en tenien dues, 37 en tenien tres, 82 en tenien quatre i 158 en tenien cinc o més. 227 habitatges disposaven pel capbaix d'una plaça de pàrquing. A 113 habitatges hi havia un automòbil i a 164 n'hi havia dos o més.

### Piràmide de població
La piràmide de població per edats i sexe el 2009 era:
| Homes | Edats   | Dones |
| ----- | ------- | ----- |
| 0     | 95 o +  | 0     |
| 0     | 90 a 94 | 8     |
| 12    | 85 a 89 | 0     |
| 4     | 80 a 84 | 8     |
| 24    | 75 a 79 | 20    |
| 12    | 70 a 74 | 16    |
| 16    | 65 a 69 | 8     |
| 8     | 60 a 64 | 20    |
| 12    | 55 a 59 | 12    |
| 32    | 50 a 54 | 24    |
| 32    | 45 a 49 | 32    |
| 28    | 40 a 44 | 24    |
| 24    | 35 a 39 | 16    |
| 32    | 30 a 34 | 24    |
| 12    | 25 a 29 | 24    |
| 8     | 20 a 24 | 4     |
| 32    | 15 a 19 | 12    |
| 16    | 10 a 14 | 12    |
| 4     | 5 a 9   | 24    |
| 24    | 0 a 4   | 24    |

## Economia
El 2007 la població en edat de treballar era de 460 persones, 347 eren actives i 113 eren inactives. De les 347 persones actives 320 estaven ocupades (166 homes i 154 dones) i 28 estaven aturades (16 homes i 12 dones). De les 113 persones inactives 68 estaven jubilades, 24 estaven estudiant i 21 estaven classificades com a «altres inactius».

### Ingressos
El 2009 a Lussault-sur-Loire hi havia 298 unitats fiscals que integraven 729,5 persones, la mediana anual d'ingressos fiscals per persona era de 21.987 €.

### Activitats econòmiques
Dels 21 establiments que hi havia el 2007, 1 era d'una empresa de fabricació d'altres productes industrials, 5 d'empreses de construcció, 2 d'empreses de comerç i reparació d'automòbils, 3 d'empreses d'hostatgeria i restauració, 1 d'una empresa d'informació i comunicació, 3 d'empreses immobiliàries, 2 d'empreses de serveis, 1 d'una entitat de l'administració pública i 3 d'empreses classificades com a «altres activitats de serveis».
Dels 10 establiments de servei als particulars que hi havia el 2009, 2 eren tallers de reparació d'automòbils i de material agrícola, 2 paletes, 1 guixaire pintor, 2 lampisteries i 3 restaurants.
L'únic establiment comercial que hi havia el 2009 era una botiga d'equipament de la llar.
L'any 2000 a Lussault-sur-Loire hi havia 7 explotacions agrícoles.

## Equipaments sanitaris i escolars
El 2009 hi havia una escola elemental.

## Poblacions properes
El següent diagrama mostra les poblacions més properes.